# Amt Hildesheim
Das Amt Hildesheim war ein historisches Verwaltungsgebiet des Königreichs Hannover bzw. der preußischen Provinz Hannover.

## Geschichte
Die Bezeichnung Amt Hildesheim wurde erstmals 1815 für das Gebiet der früheren Dompropstei verwendet, ein amtsähnliches Gebiet, das unmittelbar dem Domkapitel unterstellt war. 1844 wurde es in das Amt Steuerwald-Marienburg eingegliedert und dem so vergrößerten Amtssprengel ebenfalls die Bezeichnung Amt Hildesheim beigelegt. Mit der Verwaltungsreform von 1852 wurde es wieder aufgespalten. Seither umfasste das Amt Hildesheim nur noch den nordwestlichen Teil des bisherigen Sprengels mit Teilen des alten Amts Steuerwald einschließlich der gleichnamigen Domäne sowie der früheren Dompropstei (ohne Itzum). 1859 wurde das bisherige Amt Ruthe aufgelöst und dem Amt Hildesheim zugelegt, das damit seinen endgültigen Umfang erreichte. Seit 1867 bildeten die Ämter Hildesheim und Peine sowie die amtsfreien Städte Hildesheim und Peine den (Steuer-)Kreis Hildesheim. 1885 wurde das Amt in die Kreisverfassung überführt.

## Gemeinden
Bei seiner Aufhebung (1885) umfasste das Amt folgende Gemeinden:
| - Adlum (*) - Ahrbergen - Asel (*) - Barnten - Bavenstedt - Bledeln (**) - Bolzum (**) - Borsum (*) - Drispenstedt | - Emmerke - Giften - Gleidingen (**) - Gödringen (**) - Groß Algermissen (*) - Groß Escherde - Groß Förste - Groß Giesen - Groß Lobke (**) | - Harsum - Hasede (*) - Heisede (**) - Himmelsthür - Hönnersum (*) - Hotteln (**) - Hüddessum (*) - Ingeln (**) | - Klein Algermissen - Klein Escherde - Klein Förste - Klein Giesen - Lühnde (**) - Machtsum (*) - Oesselse (**) - Rautenberg | - Ruthe (**) - Sarstedt (**) - Sorsum - Steuerwald - Ummeln (**) - Wätzum (**) - Wehmingen (**) - Wirringen (**) |

(*) Aus der ehemaligen Dompropstei; (**) aus dem Amt Ruthe
- Karte mit allen verlinkten Seiten:
- OSM |
- WikiMap

## Amtmänner
- 1815–1818: Ferdinand Ernst, Amtmann
- 1818–1840: Matthias Joseph Schuch, Amtmann, ab 1826 auch Konsistorialrat
- 1840–1852: Carl Lueder, Amtmann
- 1853–1859: Georg Heinrich Meyer, Amtmann
- 1859–1867: Bernhard Carl von Reiche, Amtmann, ab 1864 Oberamtmann
- 1867–1868: Friedrich Riemenschneider, Polizeidirektor (kommissarisch)
- (1867) 1868–1879 Robert Graf Hue de Grais, Amtmann, ab 1868 Kreishauptmann
- 1879–1885: Otto Hesse, Amtmann und Kreishauptmann, 1885–1895 Landrat des Kreises Hildesheim